# Home My Home
 (octobre 2024).
Si vous disposez d'ouvrages ou d'articles de référence ou si vous connaissez des sites web de qualité traitant du thème abordé ici, merci de compléter l'article en donnant les références utiles à sa vérifiabilité et en les liant à la section « Notes et références ».
Pour plus de détails, voir Fiche technique et Distribution.
Home My Home (ホーム・マイホーム) est un film d'animation en volume de 3 minutes réalisé par Tadanari Okamoto datant de 1970.
L'année de sa sortie, ce court métrage a remporté le prix Noburō Ōfuji parmi les récompenses Mainichi. L'oeuvre est arrivée ex aequo avec Hana to mogura, également réalisé par Tadanari Okamoto.

## Synopsis
Le film porte sur un renard et une taupe qui marchent conjointement, le renard sur le sol et la taupe sous terre, et rêvent chacun de leur foyer idéal.